# Colaspis spinigera
Colaspis spinigera es un coleóptero de la familia Chrysomelidae.
Fue descrita científicamente en 1975 por Blake.